# Trimma benjamini
Trimma benjamini es una especie de peces de la familia de los Gobiidae en el orden de los Perciformes.

## Morfología
Los machos pueden llegar a alcanzar los 3 cm de longitud total.

## Hábitat
Es un pez de Mar y de clima tropical y asociado a los  arrecifes de coral entre los 5-76 m de profundidad.

## Distribución geográfica
Se encuentra desde Sulawesi hasta Tonga, las Islas Marshall, Nueva Caledonia y la Gran Barrera de Coral

## Observaciones
Es inofensivo para los humanos.